# Marie-Andrée Clermont
 (novembre 2017).
Si vous disposez d'ouvrages ou d'articles de référence ou si vous connaissez des sites web de qualité traitant du thème abordé ici, merci de compléter l'article en donnant les références utiles à sa vérifiabilité et en les liant à la section « Notes et références ».
Marie-Andrée Clermont est une écrivaine québécoise née le 31 octobre 1943 à Montréal.